# Ryszard Riedel
Ryszard Henryk Riedel, né le 7 septembre 1956 mort le 30 juillet 1994 à Chorzów, était le chanteur et parolier du groupe de rock polonais en:Dżem.

## Discographie
- 1985 - Cegła
- 1986 - Absolutely Live (pl)
- 1987 - Zemsta nietoperzy
- 1988 - Tzw. Przeboje całkiem Live
- 1989 - Najemnik
- 1991 - Detox
- 1994 - Akustycznie
- 1993 -Autsajder
- 1992 -The Singles
- 1992 -Dzień, w którym pękło niebo
- 1993 -Wehikuł czasu, Spodek 92, vol. 1
- 1993 -Wehikuł czasu, Spodek 92, vol. 2
- 1994 -Akustycznie - suplement
- 1988 -Live
- 2004 -Single Tonpress
- 1985	-Blues Forever